# إشراق حبك (أغنية)
إشراق حبك (بالإنجليزية: Sunshine of Your Love)‏ هي أغنية  لفريق الروك البريطاني «كريم» عام 1967، تحتوي عناصر موسيقى الهارد روك والسيكديليا والبوب، فهي واحدة من أشهر أغاني فريق كريم وأكثرها شعبية. اعتمد عازف الجيتار الباس والمغني «جاك بروس» على لازمة موسيقي لجيتار الباس، مميزة قام بتطويرها بعد حضور حفل «جيمي هندريكس». ساهم عازف الجيتار «إريك كلابتون» وكاتب الكلمات «بيت براون»، لاحقًا في الأغنية. اقترح مهندس التسجيل «توم دود» ترتيب الإيقاع الذي يلعب فيه قارع الطبول «جينجر بيكر» إيقاعًا مميزًا لطبلة توم توم، على الرغم من أن بيكر ادعى أنها كانت فكرته.
صدرت الأغنية ضمن الألبوم الثاني الأكثر مبيعًا لفريق كريم «تروس دزرالي Disraeli Gears» في نوفمبر 1967. كانت شركة التسجيل غير متأكدة في البداية من إمكانات الأغنية، بعد توصيات من فنانين آخرين، أصدرت نسخة واحدة معدلة في ديسمبر 1967. أصبحت الأغنية أول وأعلى أغنية أمريكية منفردة لفريق كريم تصل إلى قوائم أفضل الأغاني الفردية شهرة لعام 1968، في سبتمبر 1968، ولكنها حققت نجاح متواضع عند إصدارها في المملكة المتحدة.
أعتاد فريق كريم تقديم هذه الأغنية في كل حفلاته، وتم تسجيل عدد من النسخ الحية لها، وغناها الفريق في عام 2005 في حفلات عودة لقاء الفريق في «قاعة البرت الملكية البريطانية». قام جيمي هندريكس بأداء نسخة موسيقية دون غناء وسريعة جدا في حفلاته وكان دائما يهديها لفريق كريم. صنفتها المجلات الموسيقية العالمية مثل: «الرولنج ستون» و«مجلة كيو» و«في اتش وان» واحدة من أغاني الروك العظيمة. أدرجتها «قاعة مشاهير الروك أند رول» في قائمتها لـ «500 أغنية شكلت موسيقى الروك أند رول.»

## كلمات الأغنية
نقترب من الفجر It's getting near dawn
وتغمض الأضواء عيونها المتعبة When lights close their tired eyes
سأكون معك قريباً حبيبي I'll soon be with you my love
أعطيك مفاجأة الفجر Give you my dawn surprise
سأكون معك حبيبي قريبا I'll be with you darling soon
سأكون معك عندما تبدأ النجوم في السقوط I'll be with you when the stars start falling
لقد كنت أنتظر طويلا I've been waiting so long
لأكون حيث أنا ذاهب To be where I'm going
في نور حبك In the sunshine of your love
انا معك يا حبي I'm with you my love
الضوء يسطع عليك The light's shining through on you
نعم انا معك يا حبي Yes, I'm with you my love
إنه الصباح ونحن الاثنان فقط It's the morning and just we two
سأبقى معك حبيبي الآن I'll stay with you darling now
سأبقى معك حتى تجف كل بحاري I'll stay with you 'til my seas are dried up
لقد كنت أنتظر طويلا I've been waiting so long
لأكون حيث أنا ذاهب To be where I'm going
في نور حبك In the sunshine of your love
انا معك يا حبي I'm with you my love
الضوء يسطع عليك The light's shining through on you
نعم انا معك يا حبي Yes, I'm with you my love

## وصلات خارجية
https://www.songfacts.com/facts/cream/sunshine-of-your-love إشراق حبك (أغنية)
https://www.youtube.com/watch?v=zt51rITH3EA إشراق حبك (أغنية)
https://www.youtube.com/watch?v=vyftaay-pFA إشراق حبك (أغنية)